# Puginier
Puginier település Franciaországban, Aude megyében. Lakosainak száma 154 fő (2022. január 1.). Puginier Peyrens, La Pomarède, Souilhe, Soupex, Tréville és Saint-Félix-Lauragais községekkel határos.

## Népesség
A település népessége az elmúlt években az alábbi módon változott:
| Lakosok száma | 148  | 118  | 145  | 144  | 158  | 159  | 152  | 154  | 155  | 154  |
|               | 1968 | 1982 | 1990 | 2006 | 2013 | 2015 | 2017 | 2019 | 2020 | 2022 |